# Дубравка (Иван Гундулић)
Дубравка је драма митолошко-пасторалног садржаја и алегоријског значења, коју је дубровачки песник Иван Гундулић написао средином треће деценије 17. века. Састоји се од три чина с укупно 28 призора, а писана је двоструко римованим дванаестерцима и осмерцима, са укупно 1696 стихова.